# NGC 6811
NGC 6811 هي مجرة تتبع كوكبة الدجاجة. اكتشفها جون هيرشل في 29 أغسطس 1829.

## روابط خارجية
- NGC 6811 على موقع ويكي سكاي: DSS2, SDSS, GALEX, IRAS, Hydrogen α, X-Ray, Astrophoto, Sky Map, Articles and images